# Carmen Maria Strujac
Carmen Maria Strujac (n. 29 decembrie 1949, București, România) este o actriță română de teatru și film. 

## Biografie
A absolvit Institutul de Artă Teatrală și Cinematografică „I.L. Caragiale” din București în anul 1971. A activat ca actriță la Teatrul Dramatic „Fani Tardini” din Galați. De asemenea, a jucat în mai multe filme, printre rolurile sale cele mai cunoscute fiind grecoaica Caliopi din seria Haiducii (1971), escroaca Agripina din Brigada Diverse în alertă! (1971) sau Maria Mureșan din Fiul munților (1981).
A părăsit România în 1980, emigrând în Italia. Are o fiică, cântăreața de operă Alexandra Coman.

## Filmografie
- Haiducii lui Șaptecai (1971) - Caliopi
- Zestrea domniței Ralu (1971) - Caliopi
- Săptămîna nebunilor (1971) - Caliopi
- Brigada Diverse în alertă! (1971) - Agripina
- Aventuri la Marea Neagră (1972) - Lola
- 1973 Apașii (Apachen), regia Gottfried Kolditz – sora lui Bagulé
- Ciprian Porumbescu (1973) - cântăreața Ilinca
- Ultimul cartuș (1973) - o doamnă din anturajul moșierului Jean Semaca
- Tatăl risipitor (1974) - Sabina
- Un august în flăcări (1974)
- Concert din muzică de Bach (film TV, 1975) - Ada Razu
- Doctorul Poenaru (1978) - Roro, soția judecătorului Voican
- Dumbrava minunată (1980)
- Iancu Jianu haiducul (1981) – Domnița Ralu Caragea
- Fiul munților (1981) - Maria Mureșan
- Ștefan Luchian (1981)